# いこかもどろか
『いこかもどろか』は、1988年8月27日に公開された日本映画。カラー、ビスタビジョン、105分。配収16億円。
TBS系で放送されたテレビドラマ『男女7人夏物語』（1986年）、『男女7人秋物語』（1987年）が好評を博したことから企画された。両作品で共演した明石家さんまと大竹しのぶのW主演で、脚本は『男女7人シリーズ』を手掛けた鎌田敏夫、監督も同シリーズの演出を担当した生野慈朗がそれぞれ務め、劇場映画に挑戦したが、主たるスタッフは東映系のセントラル・アーツで固められた。"SAMMA&SHINOBUのジェットコースター・ムービー"と宣伝された。

## あらすじ
田口翔平は、証券会社に勤務するサラリーマンで、無類の女好き。ある日、暴力団から借り入れた現金を使い込み、借金返済のためにひったくりをしようと計画する。ところが、その金をギャンブルで会社の金を使い込んだという向井小夜子に横取りされる。翔平と小夜子は、強盗を計画し、画廊から現金を盗むが、別の男に盗られてしまう。2人は東北新幹線の車内で金を取り返すことに成功し、福島駅で下車。レンタカーで東京に戻ろうとするが、警察や暴力団から追われる羽目となった。

## キャスト
- 田口翔平：明石家さんま
- 向井小夜子：大竹しのぶ
- 藤沢刑事：小林稔侍
- 平山刑事：加藤善博
- ブティックの女主人：渡辺えり子（のちの渡辺えり）
- 遠藤：清水綋治
- 鳴滝：阿藤海（のちの阿藤快）
- 沢井：渡嘉敷勝男
- 鞄を持った男：信実一徳
- 鞄を盗って行く男：ベンガル
- 仲居：小林トシ江
- 中華屋の店主：榎木兵衛
- 警官：丸岡奨詞
- 青森駅派出所の警官：野瀬哲男
- 酔っ払いの女：絵沢萠子
- アスパムの受付嬢：田中美奈子
- 道南警察署副署長：内田稔
- 道南警察署刑事：石山雄大
- 道南警察署警察官：吉田淳
- 道南警察署遺失物係：富士原恭平

## スタッフ
- 企画 - 武敬子
- 原作・脚本 - 鎌田敏夫
- 監督 - 生野慈朗
- プロデューサー - 黒澤満
- 撮影 - 仙元誠三
- 照明 - 渡辺三雄
- 美術 - 桑名忠之、大嶋修一
- 録音 - 北村峰晴
- 編集 - 川島章正
- 助監督 - 伊藤裕彰
- 音楽プロデューサー - 恒川光昭
  - 主題歌 - 大塚純子「RISKY」（作詞 - 阿木燿子、作曲 - 筒美京平）
- 製作協力 - セントラル・アーツ
- 製作 - 東宝、TBS
- 配給 - 東宝

## 製作
1988年初夏に東京から福島県、青森県、北海道ロケを行ない、青森市でのロケでは当時の青森駅前市場や｢青函トンネル開通記念博覧会(青森EXPO'88)｣開催の垂れ幕が懸かった青森駅構内などで撮影が行われている。
エンドロールのジェットコースターのシーンは、よみうりランド内にあるもので撮影された。1988年6月末クランクアップ。

## 受賞歴
- 第43回毎日映画コンクールスタッフ部門脚本賞
- 第6回ゴールデングロス賞日本映画部門優秀銀賞[5]

## その他
- 本作は東宝映画でありながら、東映傘下のセントラル・アーツがプロダクションを務めた[4]が、これが東映社長である岡田茂の逆鱗に触れることとなった[4]。1990年の『どっちもどっち』もセントラル・アーツが製作を予定していたが、やはり岡田の反対により、同作はテレパックの武敬子が陣頭指揮を執って製作した[4]。